# Espai Columba

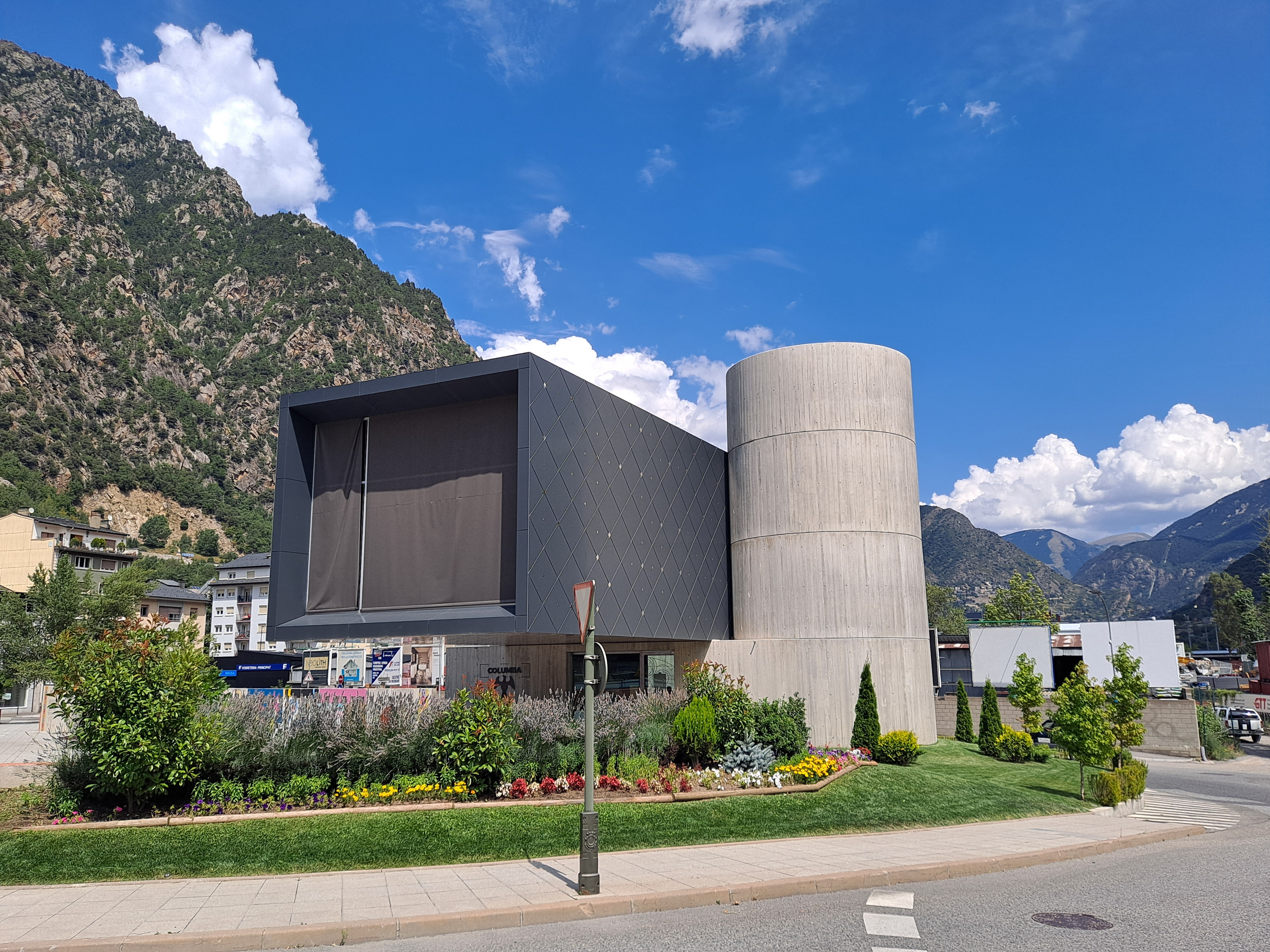
Espai Columba

L’Espai Columba, Art Medieval Andorrà és un equipament cultural andorrà inaugurat l'any 2019, que es troba al Principat d’Andorra, al nucli de Santa Coloma, i que té com a missió donar a conèixer el patrimoni cultural recuperat i exhibir diferents conjunts de pintures murals, així com objectes litúrgics provinents de diverses esglésies andorranes.
La visita és complementària de la de l’església de Santa Coloma, un dels exemples més representatius de l’arquitectura del moment.
A l’interior d'aquesta, s’ofereix una projecció audiovisual de videomapatge que transporta els visitants a l’interior original de l’església.

## El romànic a Andorra (segles XI-XIII)
Andorra ha conservat nombroses esglésies aïllades i disperses per tota la geografia. El romànic és l’art d’un moment especialment intens i important de la història d’Europa, en què es gesta i consolida un nou model de societat: el feudalisme.
És el moment en què els senyors feudals de les Valls d’Andorra promouen la construcció d’esglésies i la xarxa parroquial, que, a més de cristianitzar les comunitats pageses, els havia de permetre exterioritzar l’autoritat, així com facilitar el cobrament d’impostos, els delmes i les primícies.
Les esglésies romàniques d’Andorra són generalment petites, senzilles i funcionals, construïdes per a comunitats rurals molt reduïdes, de pedra local lligada amb morter de calç, decoracions sòbries amb formes llombardes i campanars d’espadanya o de torre.
El que ha arribat fins als nostres dies ens mostra un romànic despullat i amb pedra vista, integrat en la natura que l’envolta, monocrom i auster, però la realitat era ben diferent: l’edifici romànic era exuberant, abarrocat, ple d’ornaments de tot tipus, de llums espurnejants i de colors vius.

## L’equipament cultural
L'Espai Columba funciona des del 2019 com a equipament cultural i es va concebre per acollir les pintures murals de l'església de Santa Coloma i diversos objectes de l'art medieval andorrà. L'espai també disposa de diversos serveis: taquilla, botiga, servei d'audiogues en 5 idiomes (català, castellà, francès, anglès i alemany), servei de visites guiades en català, castellà, anglès i francès, servei de tallers didàctics i una àmplia programació d'activitats. La visita de l'Espai es complementa amb la visita de l'església de Santa Coloma.

### Les pintures murals de l’església de Santa Coloma

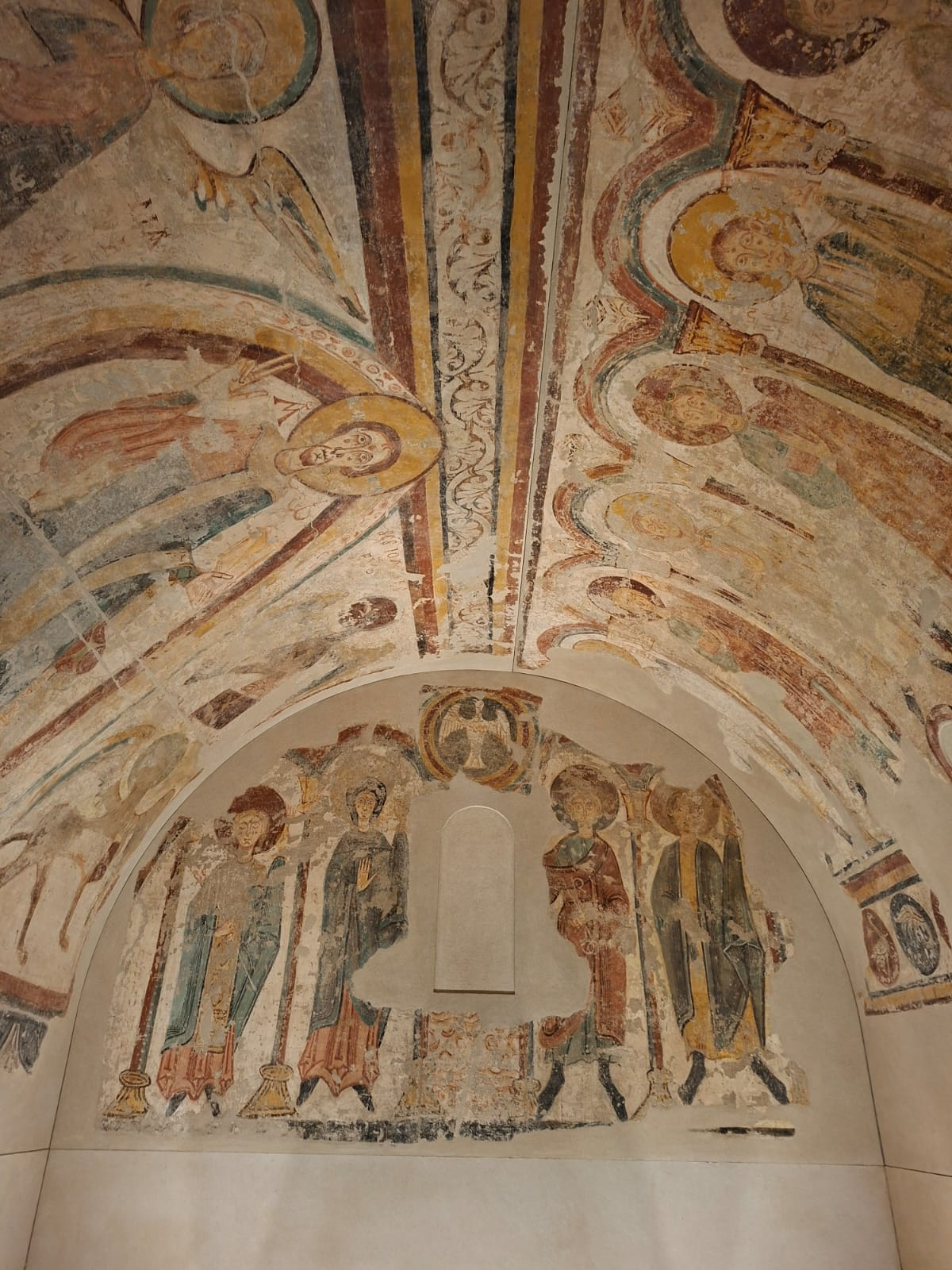
Pintures murals de Santa Coloma

A l’esquerra de la volta de l’absis de l’església de Santa Coloma, hi veiem el Crist en majestat dins la màndorla, envoltat pel tetramorf, el símbol dels quatre evangelistes: Mateu, l’home; Joan, l’àliga; Lluc, el brau, i Marc, el lleó. A la dreta hi ha representat part del col·legi apostòlic, on s’identifiquen sant Mateu i sant Jacob. Enfront hi ha santa Coloma, la Mare de Déu, els apòstols sant Pere i probablement sant Pau i un colom, que fa referència a l’Esperit Sant.
A l’intradós de l’arc hi havia representats sant Gregori i sant Silvestre. A l’extradós de l’arc s’hi veuen les figures de dos sants sense identificar. Cal destacar l’existència d’un agnus dei a l’interior de l’església de Santa Coloma, a l’exterior de l’absis que encara es conserva in situ.
Una de les particularitats d’aquesta església és el fet d’adaptar un programa pictòric del romànic dins d’un absis preromànic, de planta rectangular.
Les pintures van ser venudes i arrencades mitjançant la tècnica de l’strappo l’any 1932i van ser comprades per l'antiquari Bardolet. El 1935 les pintures murals ja estan en mans d’un aristòcrata francès d’origen jueu: el baró Van Cassel. Quan esclata la Segona Guerra Mundial el baró fuig als Estats Units i abandona la seva col·lecció d’art, que va ser expoliada pel Tercer Reich. Amb la victòria aliada, les pintures de Santa Coloma –tal com va passar amb la majoria d’obres robades pels nazis– se centralitzen al Collecting Point de Munich, en espera de trobar el seu legítim propietari. Reclamades pel baró, però mai restituïdes, passen a formar part de les col·leccions dels Museus de la Cultura Prussiana a Dahlem, l’any 1969. Arran de la caiguda del Mur, al novembre de 1989, els museus de Dahlem s’agrupen a l’illa de Bode, situada al mig del riu Spree, al centre de Berlín. L’any 2003, es restauren i adopten la forma que presenten en l’actualitat.
Les diverses conferències relatives a les restitucions dels béns espoliats pels nazis (Ascona i Londres al 1997; Washington al 1998; Estocolm i Vílnius al 2000) i sobre les restitucions d’art obren el debat relatiu a les espoliacions i a l’obligació dels estats membres de posar tots els mitjans existents per restituir els béns robats als jueus. En particular, el Govern de la República Federal Alemanya va fer una declaració conjunta, el 14 de desembre de 1999, un any després del final de la Conferència de Washington, en què es comprometia a restituir tots els béns espoliats durant la Segona Guerra Mundial. El Govern d’Andorra inicia les converses per recomprar-les i repatriar-les; finalment, l’any 2007 després d’una llarga negociació, l’executiu recompra les pintures, que tornen a Andorra 74 anys després d’haver-ne marxat i havent passat per Espanya, França, Àustria i Alemanya.

### Les pintures murals de l’església de Sant Esteve d’Andorra la Vella
Les pintures de l’església de Sant Esteve d’Andorra la Vella tenen un estil i una iconografia que són únics a Andorra. Aquest cicle pictòric manifesta perfectament l’evolució de l’art romànic, que a través de l’anomenat estil 1200 transita cap a l’art gòtic.
Els dos fragments que estaven situats a la part inferior de l’absis de l’església de Sant Esteve d'Andorra la Vella són els que es conserven a l'Espai Columba.

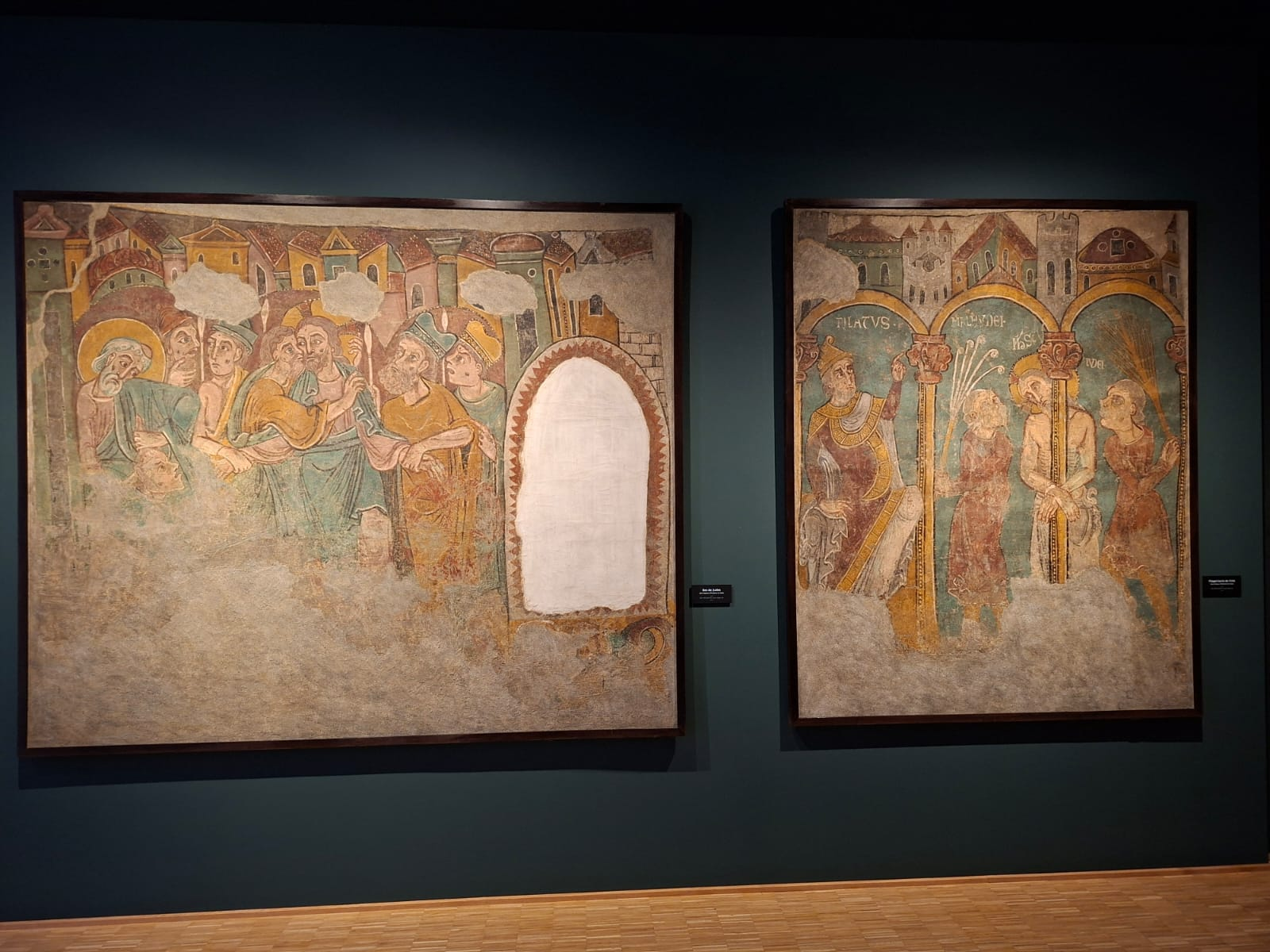
Pintures murals de Sant Esteve d'Andorra la Vella

La primera de les escenes és la del bes de Judes, en què Judes Iscariot revela a les autoritats romanes la identitat de Jesús per mitjà d’un petó. Judes abraça Jesús mentre dos soldats, que porten casc i llança, el retenen pels canells.
Pere, per intentar evitar l’arrest, talla l’orella a Malcus. L’expressió de Jesús és amarga i la posició del seu cos mostra la seva abnegació.
Arran del prendiment de Crist, s'inicia la Passió de Crist que culmina amb la crucifixió. Un dels fragments recuperats és la flagel·lació de Crist. Jesús, lligat de mans a una columna, rep fuetades per part d’uns servents, vigilats de prop per Pilat. La posició de les mans de Crist té un fort simbolisme de rendició i acceptació del seu sacrifici i càstig.
Aquests dos fragments formaven part d’un conjunt més gran, en què les temàtiques estaven adaptades a l’espai arquitectònic segons el seu significat. Els fidels que entraven a l’església de Sant Esteve admiraven a l’absis, imponent i solemne, el Crist en majestat acompanyat pels quatre evangelistes. A sota veien la seva passió, amb escenes com el lavatori, el bes de Judes, la flagel·lació i el Crist dels improperis coronat d’espines. A l’esquerra trobaven l’absidiola lateral amb escenes relacionades amb el baptisme. Aquestes parts del conjunt són al Museu Nacional d’Art de Catalunya (MNAC), a excepció del lavatori, que es troba al Museu del Prado.
Venudes i arrencades l’any 1926, les escenes del bes de Judes i la flagel·lació de Crist van romandre a Barcelona fins l’any 2024, moment en el qual el Govern d’Andorra va aconseguir adquirir-les després de diversos anys de negociació.

### Els objectes litúrgics

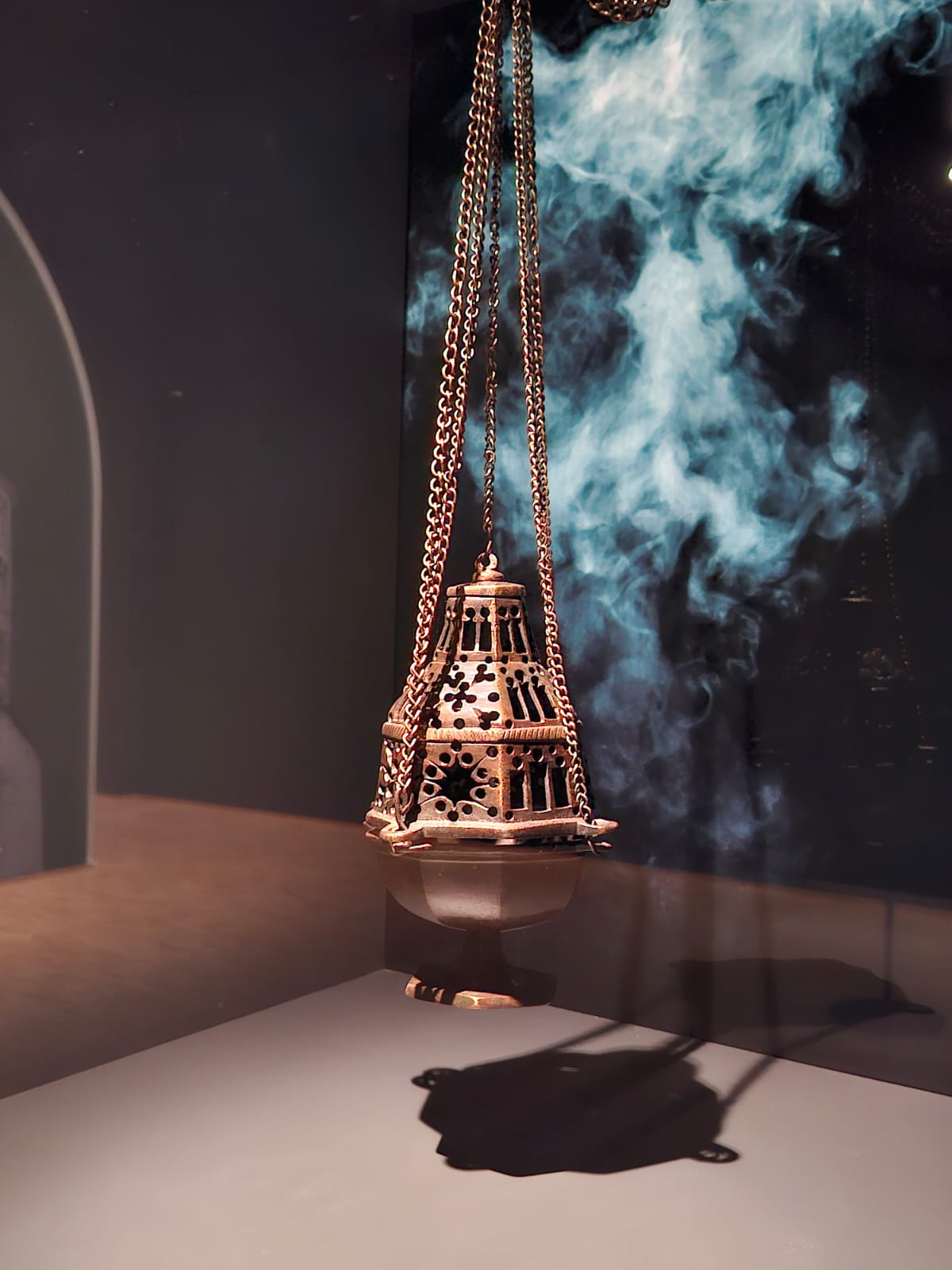
Encenser de Sant Romà de les Bons

La pintura mural era la protagonista principal de l’espai eclesiàstic, però no estava sola; l’acompanyaven el mobiliari litúrgic i diversos objectes d’altres arts. Per evocar l’atmosfera de llavors ens hem d’imaginar tot el que guarnia l’interior de l’església i contribuïa a crear l’escenari i a donar-hi sentit, a transportar el creient a una altra realitat: l’univers diví.
Amb l’objectiu de recrear aquest ambient, dins de l’equipament cultural es custodien i s’exposen un seguit d’objectes litúrgics procedents de diverses esglésies del país, entre els quals destaquen una lipsanoteca del segle XII procedent de l’església de Sant Romà de les Bons, entre altres.

### L'exterior
L'exterior de l'Espai Columba és destinat a actuacions i obres d'art urbà, per tal de reforçar la seva projecció.